# Wim Dielissen
Wim Dielissen (Heeswijk, 17 juni 1926 - Eindhoven 7 januari 2002) was een Nederlands wielrenner.
Dielissen won in 1950 het Nederlands kampioenschap voor amateurs. In 1951 werd hij prof wat hij tot 1955 zou blijven. In zijn eerste profjaar nam Dielissen deel aan de Ronde van Frankrijk, hij moest deze ronde na de zevende etappe verlaten nadat hij buiten tijd was binnen gekomen.

## Resultaten in voornaamste wedstrijden
| \| Jaar \| Ronde van Italië \| Ronde van Frankrijk \| Ronde van Spanje \| \| ---- \| ---------------- \| ------------------- \| ---------------- \| \| 1951 \| \| buiten tijd \| \| Bronnen, noten en/of referenties - profiel op procyclingstats - Profiel op cyclingbase - Profiel op wielersite |                  |                     |                  |
| Jaar | Ronde van Italië | Ronde van Frankrijk | Ronde van Spanje |
| 1951 |                  | buiten tijd         |                  |